# Kobarid

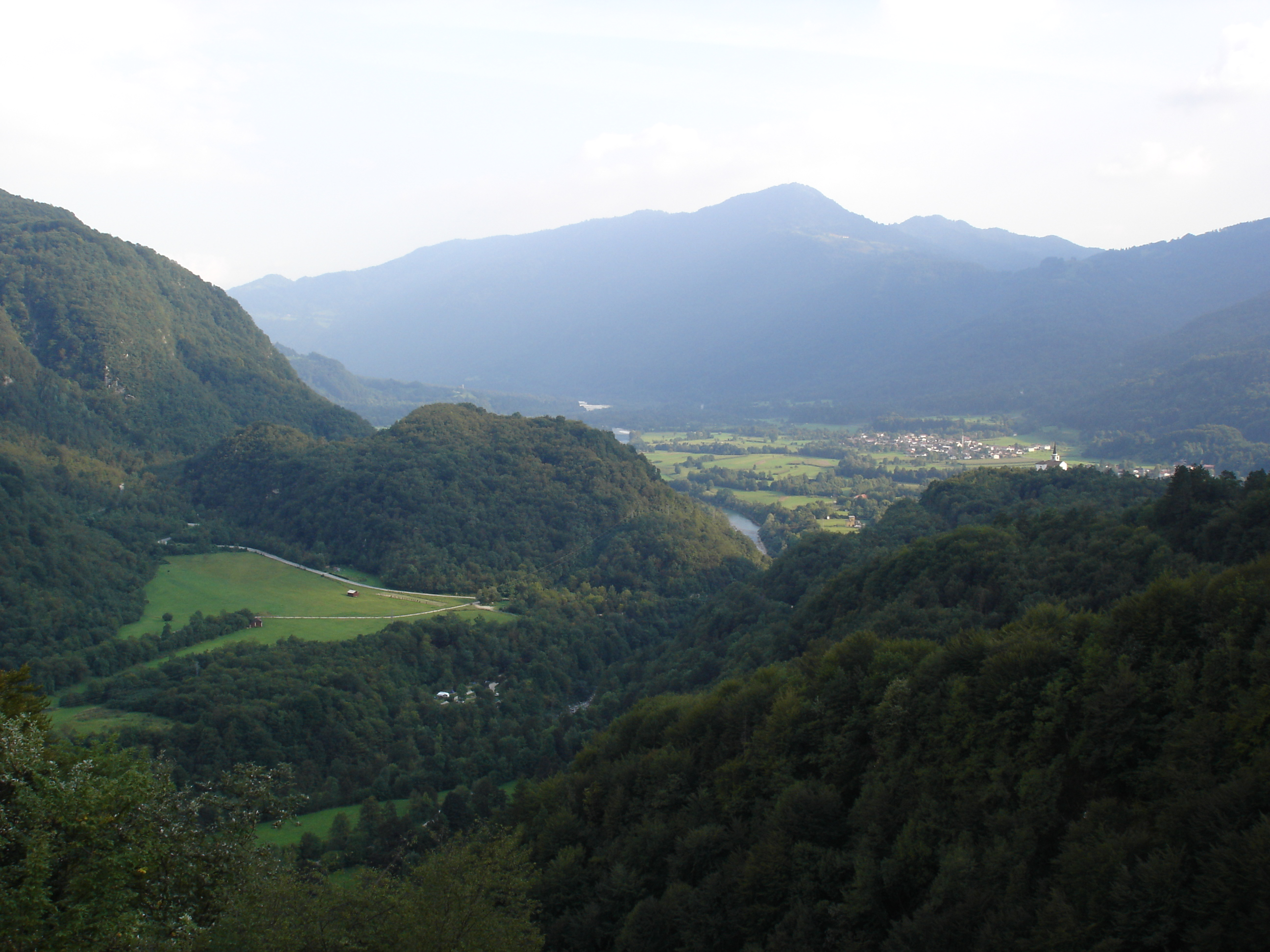
Kobarids omgivningar

Kobarid (Italienska:Caporetto, tyska:Karfreit) är en slovensk ort och kommun som ligger utmed floden Soča (Isonzo). Kommunen hade totalt 4 395 invånare den 30 juni 2008. Själva centralorten hade 1 158 invånare i slutet av 2007, på en yta av 4,6 kvadratkilometer. Kobarid har en stormig historia och det var här som Tyskland åstadkom ett stort nederlag för italienarna i oktober 1917.